# IC 342
IC 342 ist eine Balken-Spiralgalaxie mit aktivem Galaxienkern vom Hubble-Typ SAB(rs)cd im Sternbild Giraffe am Nordsternhimmel. Sie ist rund 11 Millionen Lichtjahre von der Milchstraße entfernt, hat einen Durchmesser von etwa 60.000 Lichtjahren und ist als Seyfert-2-Galaxie klassifiziert. IC 342 ist eine der beiden hellsten Galaxien in der Maffei-Galaxiengruppe, der Galaxiengruppe, die der Lokalen Gruppe am nächsten liegt.
Das „IC“ im Namen steht für den Index-Katalog, einen 1895/1908 in zwei Teilen veröffentlichten astronomischen Katalog von galaktischen Nebeln, Sternhaufen und Galaxien.
Die Galaxie befindet sich in der Nähe des galaktischen Äquators, wo Staubschleier die Beobachtung für die Amateur- und Profi-Astronomen schwierig machen. Auf Englisch heißt sie deshalb auch hidden galaxy („verborgene Galaxie“).
Im Zentrum von IC 342 wurden mit Hilfe des Very Large Array Wolken aus heißem (412 Kelvin) Ammoniakgas nachgewiesen. Weiterhin wurde in der Galaxie Siliziummonoxid entdeckt.
Die Galaxie wurde am 14. Oktober 1892 durch den britischen Astronomen William Frederick Denning entdeckt. Der US-amerikanische Astronom Edwin Hubble nahm anfangs an, sie gehöre zur Lokalen Gruppe, was sich später als falsch herausstellte.

## Abbildungen

Hochaufgelöste Fotografie des zentralen Bereichs mithilfe des Hubble-Weltraumteleskops
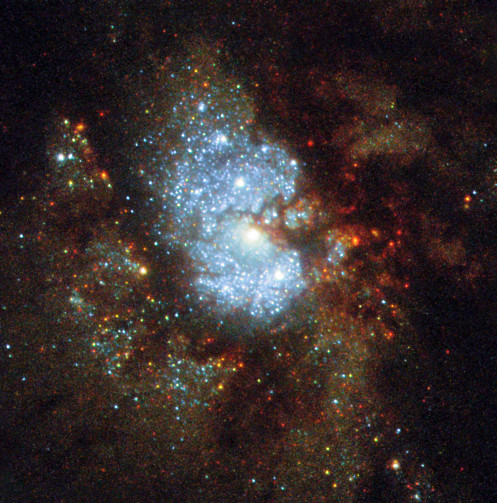
Aufnahme der zentralen H-II-Region im ultravioletten und sichtbarem Licht mithilfe des Hubble-Weltraumteleskops
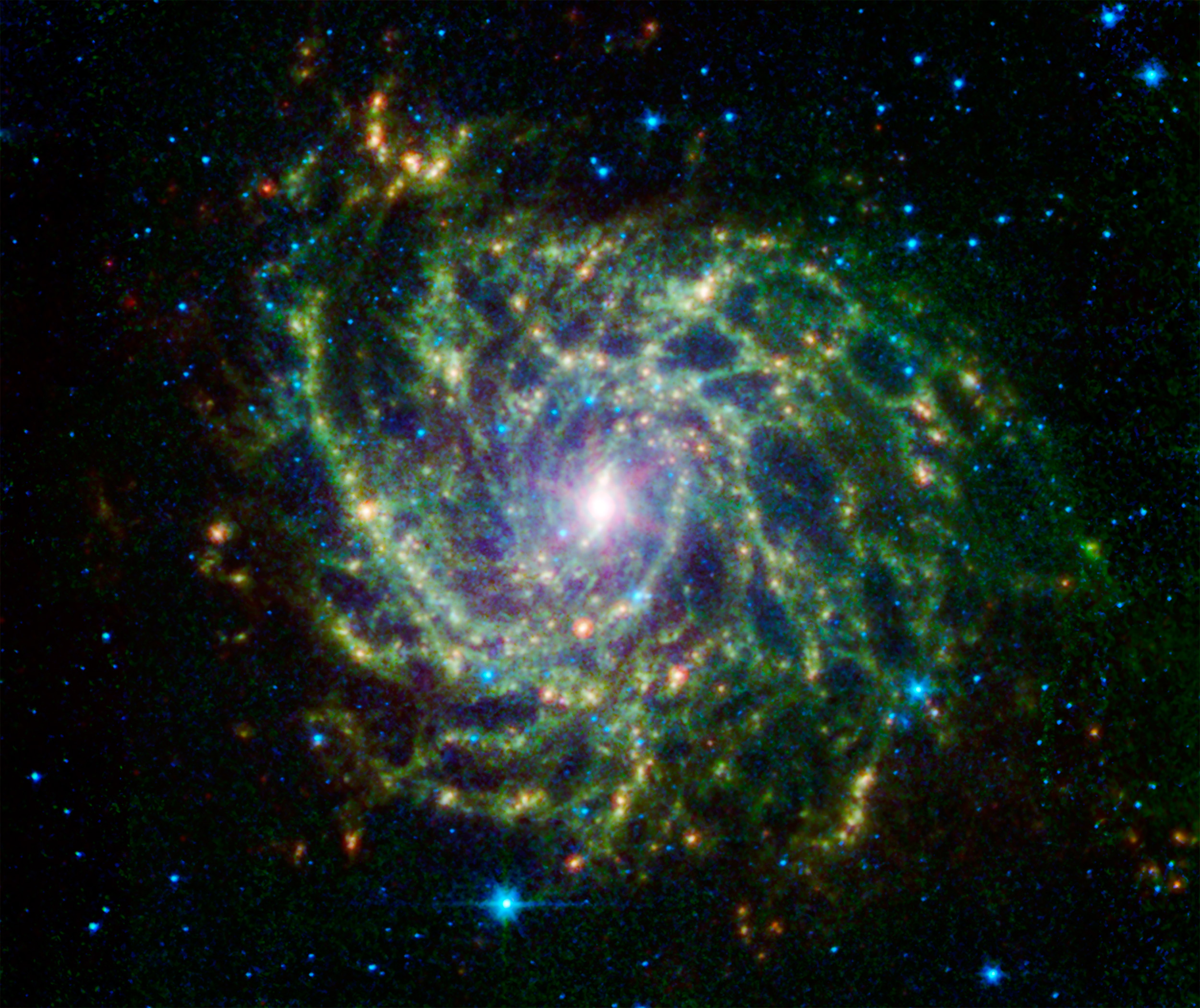
Infrarotaufnahme mithilfe des Spitzer-Weltraumteleskops

## IC 342-Gruppe (LGG 104)
| Galaxie   | Alternativname | Entfernung/Mio. Lj |
| --------- | -------------- | ------------------ |
| IC 342    | PGC 13826      | 11                 |
| NGC 1569  | PGC 15345      | 9                  |
| NGC 1560  | PGC 15488      | 11                 |
| PGC 14241 | UGCA 86        | 8                  |
| PGC 15439 | UGCA 92        | 8                  |